# Sergéi Ostapchuk
Sergey Ostapchuk (Chisináu, Moldavia, 10 de febrero de 1976) es un nadador retirado especializado en pruebas de estilo espalda. Fue subcampeón mundial en la prueba de 4x100 metros estilos en el Campeonato Mundial de Natación en Piscina Corta de 1997 y medalla de bronce en 200 metros espalda durante el Campeonato Mundial de Natación en Piscina Corta de 1999.
Representó a Rusia en los Juegos Olímpicos de Atlanta 1996 y Sídney 2000.

## Palmarés internacional
| Campeonato Mundial de Natación en Piscina Corta | Campeonato Mundial de Natación en Piscina Corta | Campeonato Mundial de Natación en Piscina Corta | Campeonato Mundial de Natación en Piscina Corta |
| Año                                             | Lugar                                           | Medalla                                         | Prueba                                          |
| ----------------------------------------------- | ----------------------------------------------- | ----------------------------------------------- | ----------------------------------------------- |
| 1997                                            | Gotemburgo ( Suecia)                            | Medalla de plata                                | 4 × 100 m estilos                               |
| 1999                                            | Hong Kong ( China)                              | Medalla de bronce                               | 200 m espalda                                   |